# Бутеј Сен Себастјен
Бутеј Сен Себастјен (фр. Bouteilles-Saint-Sébastien) насеље је и општина у југозападној Француској у региону Аквитанија, у департману Дордоња која припада префектури Периже.
По подацима из 2011. године у општини је живело 187 становника, а густина насељености је износила 13,4 становника/km². Општина се простире на површини од 13,96 km². Налази се на средњој надморској висини од 100 метара (максималној 183 m, а минималној 58 m).

## Демографија
| 1962. | 1968. | 1975. | 1982. | 1990. | 1999. | 2011. |
| ----- | ----- | ----- | ----- | ----- | ----- | ----- |
| 275   | 294   | 250   | 218   | 214   | 189   | 187   |

График промене броја становника у току последњих година